# Valentina Brumberg
Valentina Brumberg (russisk: Валентина Семёновна Брумберг) (født 2. august 1899 i Moskva i det Russiske Kejserrige, død 28. november 1975 i Moskva i Sovjetunionen) var en sovjetisk filminstruktør.

## Filmografi
- Propavsjaja gramota (Пропавшая грамота, 1945)[1][2]
- Notj pered Rozjdestvom (Ночь пе́ред Рождество́м, 1951)
- Tjelovetjka narisoval ja (Челове́чка нарисова́л я, 1960)